# Gruppe von Vatikan G 58
Als Gruppe von Vatikan G 58 (englisch Group of Vatican G 58) wird eine stilistisch zusammengehörige Gruppe von attisch-schwarzfigurig dekorierten einhenkeligen Kantharoi bezeichnet, die nach dem Stil der Malerei zur Perizoma-Gruppe, einer Gruppe von attischen Vasenmalern des späten 6. Jahrhunderts v. Chr., gehört. Die Kantharoi entsprechen etruskischen Kyathoi und wurden für den etruskischen Markt produziert. John D. Beazley fasste die Gefäße dieser Form in der Klasse der einhenkeligen Kantharoi zusammen.